# Antelope Hills (Oklahoma)
Die Antelope Hills sind eine Reihe niedriger Hügel in einer Flussbiegung des Canadian River im nordwestlichen Roger Mills County an der Grenze zwischen westlichem Oklahoma und Texas Panhandle in den Vereinigten Staaten. Sie waren ein wichtiger Orientierungspunkt für die Prärie-Indianer und Reisende in dem Gebiet der westlichen Great Plains im heutigen Oklahoma. Das Gebiet war Teil des Cheyenne-Arapaho-Reservats, bis das Reservat 1892 zur nicht-indianischen Besiedlung freigegeben wurde. Die Hügel sind Teil des National Register of Historic Places.

## Geschichte
Laut der Encyclopedia of Oklahoma History and Culture gibt es einige Hinweise darauf, dass prähistorische Menschen das Gebiet als Jagdgebiet nutzten. Der spanische Entdecker Francisco Vásquez de Coronado erwähnte die Hügel erstmals im Jahr 1541. Im Jahr 1682 beanspruchte Robert Cavelier de La Salle das Gebiet für Spanien, welches es im Jahr 1800 an Frankreich abtrat. Es wurde 1803 durch den Louisiana Purchase Teil der Vereinigten Staaten. Die Region gehörte bis zur Gründung des Oklahoma-Territoriums im Jahr 1890 zum Indianerterritorium und war 1867 zum Cheyenne-Arapaho-Reservat geworden. Der Land Run von 1892 öffnete das Gebiet für die Besiedlung durch Nicht-Indianer. Nachdem Oklahoma 1907 zum Staat wurde, wurde es Teil des Roger Mills County.
Vor dem Amerikanischen Bürgerkrieg gehörte dieses Gebiet zur Comancheria. Die Comanchen betrachteten das Land als Jagdgebiet und Viehweide. Sie wehrten sich vehement gegen die Besiedlung durch weiße Einwanderer und nicht-indigene Ureinwohner, was zu Zerstörung und Blutvergießen führte. Das US-Militär war nicht dazu in der Lage, die Überfälle der Comanchen auf Texas und Mexiko zu stoppen. Schließlich begannen die Texas Rangers und einige indianische Verbündete 1858 einen Vorstoß, um die Angelegenheit zu regeln. Der Feldzug gipfelte in der Schlacht am Little Robe Creek am 12. Mai 1858.
Nachdem 1848 in Kalifornien Gold entdeckt worden war, entstand durch die große Anzahl von Menschen, die nach Westen reisten, der Bedarf an einer Planwagenstraße. Captain Randolph B. Marcy wurde beauftragt, eine Gruppe zu leiten, die die Route für eine solche Straße von Fort Smith in Arkansas nach Kalifornien vermessen sollte. Diese wurde als California Road bekannt. Marcy beschrieb die Antelope Hills als „etwa einhundertfünfzig Fuß hoch, aus porösem Sandstein, und (sie) scheinen das Ergebnis von vulkanischer Aktivität zu sein. Sie erheben sich fast senkrecht aus der glatten Prärie, sind oben flach und zeigen alle Anzeichen, dass sie durch vulkanische Einwirkung aus der Erde gehoben wurden. Sie befinden sich in der Nähe des 100. Längengrades und werden manchmal als Boundary Mounds bezeichnet, da sie sich in der Nähe der Linie befinden, die Texas früher als seine Ostgrenze beanspruchte.“
Das Gebiet der Antelope Hills wurde am 14. Dezember 1978 in das National Register of Historic Places aufgenommen.
Die Region ist nur dünn besiedelt. Die wichtigsten wirtschaftlichen Aktivitäten sind die Landwirtschaft und die Erdölförderung, da sie über dem Ogallala-Aquifer und dem Anadarko-Becken liegt.

## Physische Beschreibung
Die Oberfläche wurde ursprünglich von Sedimenten (Sand, Ton und Caliche) gebildet, die von Flüssen aus den Rocky Mountains herabgetragen wurden. Diese bildeten schließlich sandige, lehmige Böden. Einheimische Pflanzen sind vor allem Präriegräser und einige Laubbäume. Bewaldete Gebiete bestehen hauptsächlich aus Pappeln, Weiden, Mesquite und Virginischem Wacholder. Die Tierwelt besteht überwiegend aus Maultierhirschen, Weißwedelhirschen, Gabelböcken und Kaninchen. Zu den Vogelarten gehören Virginiawachteln, Truthühner und Fasane.